# Carl Christian Adolf Jakob Gerhardt

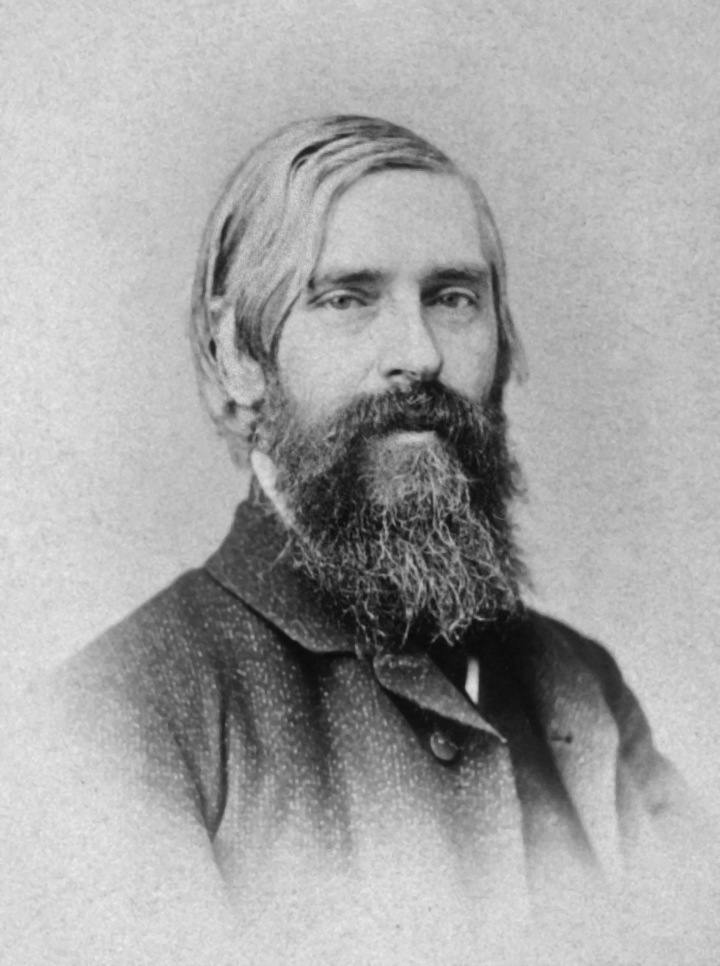
Retrato de Carl Gerhardt.

Carl Jakob Adolf Christian Gerhardt (Speyer, 5 de Maio de 1833 — Schloss Gamburg, Baden, 22 de Julho de 1902) foi um médico internista e professor de Medicina na Universidade de Würzburg e na Universidade de Jena. O seu filho, Dietrich Gerhardt (1866–1921), foi também um médico notável.

## Biografia
Estudou Meedicina na Universidade de Würzburg, na qual se doutorou em 1856. Após o doutoramento foi assistente de Heinrich von Bamberger (1822–1888) e de Franz von Rinecker, em Würzburg, e trabalhou com Wilhelm Griesinger (1817–1868) em Tübingen.
Em 1860 recebeu a sua habilitação para a docência em Würzburg e no ano seguinte foi nomeado professor de Medicina e director do Departamento de Medicina Interna da Universidade de Jena. Em 1872 voltou para a Universidade de Würzburg para ocupar funções similares.
Em 1885 sucedeu ao patologista Friedrich Theodor von Frerichs (1819–1885) na cátedra de Medicina Interna na Charité, em Berlim, onde estabeleceu uma segunda clínica de medicina interna. Em Berlim, um dos seus assistentes foi o etimologista Paul Ehrlich (1854–1915).
Gerhardt notabilizou-se pelo seu trabalho em pediatria, e em especial pela investigação em matéria de auscultação e percussão médica, e pelas suas experiências sobre diabetes. Em 1892 publicou uma primeira descrição da eritromelalgia, então denominada "doença de Gerhardt".
Gerhardt foi editor de um influente manual de pediatria intitulado Handbuch der Kinderkrankheiten, para o qual contribuiu com diversos artigos baseados na sua experiência clínica.
O nome de Gerhardt serviu de epónimo para a Lei de Gerhardt sobre paralisia vocal, a qual afirma que na paralisia recorrente do nervo laringeal, as cordas vocais assumem a posição entre abdução e adução, posição também conhecida por "posição de cadáver".

## Obras seleccionadas
- Lehrbuch der Kinderkrankheiten. Tübingen, 1861. 4 editions.
- Studien und Beobachtungen über Stimmbandlähmung. Virchow's Archiv für pathologische Anatomie und Physiologie und für klinische Medicin, Berlin, 1863, 27: 68-69, 296-321
- Lehrbuch der Auscultation und Percussion. Tübingen, 1876
- Über Erythromelalgie. Berliner klinische Wochenschrift, 1892; 29: 1125
- Handbuch der Kinderkrankheiten (9 volumes in 16). Published by Carl Gerhardt. Tübingen, H. Laupp.